# Upplyst despot
En upplyst despot är en absolut härskare i en stat. Despoten använder sin makt för att genomdriva reformer i staten, där tidigare till exempel adeln eller kyrkan stått emot sådana moderniseringar. Vanligast förekommande på 1700-talet, då flera monarker influerades av upplysningen.

## Kända upplysta despoter
- Fredrik II av Preussen
- Gustav III av Sverige
- Katarina II av Ryssland
- Josef II av Österrike
- Maria Teresia av Österrike